# Wesley Willis
Wesley Willis (Chicago, 31 mei 1963 - Skokie, 21 augustus 2003) was een Amerikaans muzikant en kunstenaar. Hoewel hij zijn eigen muziek beschreef als "rock-'n-roll" wordt zijn werk geclassificeerd als art brut vanwege zijn onconventionele wijze van musiceren, aangevoerd door paranoïde schizofrenie.

## Levensloop
Willis werd geboren in een familie met tien kinderen en een alcoholistische moeder. Hij bracht zijn jeugd door in verschillende pleeggezinnen en werd uiteindelijk opgevoed door twee oudere broers. Aan het einde van de jaren 80 begon hij stemmen in zijn hoofd te horen en werd hij gediagnosticeerd met paranoïde schizofrenie. Willis zei dat hij geteisterd werd door zogenaamde "demonen" die hem uitscholden. Hij noemde zijn conflicten met de demonen "hellrides", die hij via muziek probeerde te onderdrukken.
Hij begon zijn muzikale carrière als straatmuzikant en werd in 1991 frontman van de punkband The Wesley Willis Fiasco. Met zijn daaropvolgende solocarrière verschafte hij een cultstatus in de alternatieve scène van Chicago. In totaal bracht hij meer dan 50 albums en meer dan 1000 nummers uit.
Willis leed aan obesitas en woog bijna 150 kilo. Hij gaf mensen graag kopstoten bij wijze van begroeting, waar hij een permanente kneuzing op zijn voorhoofd aan overhield. Hij overleed op 40-jarige leeftijd aan chronische myeloïde leukemie.

## Muziek
Willis' muziek bestaat uit eigen geschreven en gezongen teksten die hij over voorgeprogrammeerde demo's van een Technics KN-keyboard zong. Veel van zijn nummers maakten gebruik van hetzelfde demolied, al dan niet in een ander tempo.
De muzikale structuur van zijn nummers was vrijwel altijd hetzelfde. In de coupletten werd de tekst gesproken, waarna in het refrein luidkeels de titel van het nummer werd gezongen. Tussen het tweede refrein en het derde couplet zat een instrumentaal gedeelte. Het nummer eindigde meestal met zijn catchphrase "Rock over London, Rock on Chicago", gevolgd door het opnoemen van een bekend merk en diens slagzin.
Willis' teksten gingen vaak over zijn waardering voor beroemdheden (Kurt Cobain, Alanis Morissette, Arnold Schwarzenegger), gewelddadige ontmoetingen met superhelden (I Whupped Batman's Ass) en vulgaire verwensingen aan zijn schizofreniedemonen (Suck a Cheetah's Dick). Andere nummers waren autobiografisch (My Keyboard Got Damaged), recensies van rockconcerten (Bon Jovi) of alledaags (Rock N Roll McDonald's).

## Tekeningen
Al voor het begin van zijn muzikale carrière tekende Willis met viltstiften het stadsbeeld en de infrastructuur van Chicago. Zijn art brut werd onder andere in 2007 geëxposeerd in het Stedelijk Museum 's-Hertogenbosch.

## Waardering
- Jello Biafra, leadzanger van de Dead Kennedys was een vriend en promotor van Willis, die daarop als dankbetuiging het lied Jello Biafra schreef. Biafra covert regelmatig Willis' lied Rock N Roll McDonald's in de stijl van punkrock.[7]
- In 2003 verscheen een documentaire over Willis genaamd The Daddy of Rock 'n' Roll, gevolgd door de documentaire Wesley Willis's Joy Rides in 2008.
- Willis' lied Rock N Roll McDonald's werd gebruikt in de documentaire Super Size Me uit 2004.[8]
- Andere liefhebbers van Willis waren onder meer Dave Grohl, Henry Rollins[9], Steve Albini[10], Red Hot Chili Peppers, Beastie Boys[2], Ricky Gervais en Stephen Merchant.[11]

- Gemeinsame Normdatei: 134998731
- International Standard Name Identifier: 0000 0000 5549 7182
- Library of Congress Control Number: n96122803
- MusicBrainz: b0a16d0c-3d99-487d-be88-902131ad03d3
- RKD-Nederlands Instituut voor Kunstgeschiedenis: 362186
- Virtual International Authority File: 6669172
- WorldCat: E39PBJqBqckRKvTMQwTrkb7WDq